# Tensor de força do campo de glúons
No contexto da física teórica de partículas, o tensor de força do campo de glúons é um campo tensorial de segunda ordem que caracteriza a interação entre os glúons e os quarks. 
A interação forte é uma das interações fundamentais da natureza e a teoria quântica de campos (TQC) que a descreve é denominada cromodinâmica quântica. Quarks interagem uns com os outros por meio da força forte devido a sua carga de cor, força essa mediada por glúons. Os próprios glúons possuem carga de cor e por conta disso podem também interagir mutualmente.
O tensor de força do campo de glúons é um tensor de rank 2 no espaço-tempo com valores no fibrado adjunto do grupo de gauge cromodinâmico SU(3). Nesse artigo, índices com letras latinas (tipicamente a, b, c, n) tomam os valores 1, 2, ..., 8 para as oito cargas de cor dos glúons, enquanto índices de letras gregas while (tipicamente α, β, μ, ν) tomam valores 0 para componentes tipo tempo e 1, 2, 3 para componentes tipo espaço de quadrivetores e tensores quadridimensionais no espaço tempo. Em todas as equações, a convenção estabelecida pela notação de Einstein é usada em todos os índices de cor e tensoriais, a menos que esteja explicitamente dito que a soma não deve ser efetuada.

## Definição
Abaixo estão as definiçoes (e a maior parte da notação) seguidos por K. Yagi, T. Hatsuda, Y. Miake and Greiner, Schäfer.

### Componentes tensoriais
O tensor é denotado por G, (ou F, F, ou outras variantes), e tem componentes definidas como proporcionais ao comutador da derivada covariante Dμ quarkônica :
{\displaystyle G_{\alpha \beta }=\pm {\frac {1}{g_{s}}}[D_{\alpha },D_{\beta }]\,,}
no qual:
{\displaystyle D_{\mu }=\partial _{\mu }\pm ig_{s}t_{a}{\mathcal {A}}_{\mu }^{a}\,,}
onde
- i é a unidade imaginária;
- gs é a constante de acoplamento da força forte;
- ta = λa/2 são as matrizes de Gell-Mann λa divididas por 2;
- a é o índice de cor na representação adjunta de SU(3) que toma os valores1, 2, ..., 8 para os oito geradores do grupo, a saber as matrizes de Gell-Mann.
- μ é um índice do espaço-tempo, 0 para componentes do tipo tempo e 1,2, 3 para componentes tipo espaço;
- {\displaystyle {\mathcal {A}}_{\mu }=t_{a}{\mathcal {A}}_{\mu }^{a}} expressa o campo gluônico, um campo de gauge de spin 1, ou no jargão da geometria diferencial, uma conexão no fibrado principal de SU(3);
- {\displaystyle {\mathcal {A}}_{\mu }} são os quatro componentes (dependentes do sistema de coordenadas), que em determinado gauge fixo são funções cujos valores são matrizes hermitianas 3 × 3 de traço nulo, ao passo que {\displaystyle {\mathcal {A}}_{\mu }^{a}} são as 32 funções reais, as quatro componentes para cada um dos oito campos vetoriais.

Autores diferentes escolhem sinais diferentes.
Expandindo o comutador, tem-se;
{\displaystyle G_{\alpha \beta }=\partial _{\alpha }{\mathcal {A}}_{\beta }-\partial _{\beta }{\mathcal {A}}_{\alpha }\pm ig_{s}[{\mathcal {A}}_{\alpha },{\mathcal {A}}_{\beta }]}
Substituindo {\displaystyle t_{a}{\mathcal {A}}_{\alpha }^{a}={\mathcal {A}}_{\alpha }} e o usando as relações de comutação {\displaystyle [t_{a},t_{b}]=if^{abc}t_{c}} para as matrizes de Gell-Mann (com uma reindexação dos índices), onde f abc são as constantes de estrutura de SU(3), cada uma das componentes da força do campo de glúons pode ser expressa como uma combinação linear das matrizes de Gell-Mann como segue:
{\displaystyle {\begin{aligned}G_{\alpha \beta }&=\partial _{\alpha }t_{a}{\mathcal {A}}_{\beta }^{a}-\partial _{\beta }t_{a}{\mathcal {A}}_{\alpha }^{a}\pm ig_{s}\left[t_{b},t_{c}\right]{\mathcal {A}}_{\alpha }^{b}{\mathcal {A}}_{\beta }^{c}\\&=t_{a}\left(\partial _{\alpha }{\mathcal {A}}_{\beta }^{a}-\partial _{\beta }{\mathcal {A}}_{\alpha }^{a}\pm i^{2}g_{s}{\mathcal {A}}_{\alpha }^{b}{\mathcal {A}}_{\beta }^{c}\right)\\&=t_{a}G_{\alpha \beta }^{a}\\\end{aligned}}\,,}
de forma que:
{\displaystyle G_{\alpha \beta }^{a}=\partial _{\alpha }{\mathcal {A}}_{\beta }^{a}-\partial _{\beta }{\mathcal {A}}_{\alpha }^{a}\mp g_{s}f^{abc}{\mathcal {A}}_{\alpha }^{b}{\mathcal {A}}_{\beta }^{c}\,,}
onde novamente a, b, c = 1, 2, ..., 8 são índices de cor. Como no caso do campo de glúons, em um sistema de coordenadas específico e com um gauge fixo, os Gαβ são funções que tem como valor matrizes hermitianas 3×3, enquanto Gaαβ são funções reais, que vem a ser as componentes de oito campos tensoriais quadridimensionais de segunda ordem.

### Comparação com o tensor eletromagnético
Há um paralelo quase perfeito entre o tensor de força dos glúons e o tensor de campo eletromagnético (geralmente denotado por F ) na eletrodinâmica quântica, dado pelo quadripotencial eletromagnético A descrevendo um fóton de spin 1;
{\displaystyle F_{\alpha \beta }=\partial _{\alpha }A_{\beta }-\partial _{\beta }A_{\alpha }\,,}
ou na linguagem das formas diferenciais:
{\displaystyle \mathbf {F} =\mathrm {d} \mathbf {A} \,.}
A principal diferença entre eletrodinâmica quântica e cromodinâmica quântica é que o tensor de força do campo do glúon tem termos extras que conduzem a auto-interações entre glúons. Isso causa uma complicação na teoria da força forte, fazendo com que ela seja inerentemente não-linear, ao contrário da força eletromagnética. QCD é uma teoria não-abeliana de gauge. A palavra não-abeliana em linguage de teoria de grupos significa que uma operação no grupo não é comutativa, o que faz com a álgebra de Lie correspondente seja não-trivial.

## Densidade lagrangeana da QCD
Características de todas as teorias de campo, a dinâmica dos campos de força estão resumidas por uma densidade lagrangeana apropriada e da substituição dessa nas equações de Euler–Lagrange (para campos) obtêm-se as equações de movimento para o campo. A densidade lagrangeana para quarks sem massa, ligados por glúons é: 
{\displaystyle {\mathcal {L}}=-{\frac {1}{2}}\mathrm {tr} \left(G_{\alpha \beta }G^{\alpha \beta }\right)+{\bar {\psi }}\left(iD_{\mu }\right)\gamma ^{\mu }\psi }
onde "tr" denota traço das matrizes 3×3 GαβGαβ, e γμ são matrizes gama 4×4.

## Transformações de gauge
Em contraste com a QED, o tensor de força do campo do glúon não é invariante de gauge por si. Apenas o produto de dois tensores contraídos sobre todos os índices é invariante.

## Equaçõeas de movimento
As equações governando a evolução dos campos de quark são:
{\displaystyle (i\hbar \gamma ^{\mu }D_{\mu }-mc)\psi =0}
que é como a equação de Dirac, e a equação para o tensor de força do campo do glúon é:
{\displaystyle \left[D_{\mu },G^{\mu \nu }\right]=g_{s}j^{\nu }}
que são similares as equações de Maxwell (quando escritar em notação tensorial), mais especificamente as equações de Yang–Mills para glúons. A quadricorrente de carga de cor é a fonte do tensor de força do campo de glúon, análogo a quadricorrente como fonte do tensor eletromagnético, dada por
{\displaystyle j^{\nu }=t^{b}j_{b}^{\nu }\,,\quad j_{b}^{\nu }={\bar {\psi }}\gamma ^{\nu }t^{b}\psi \,,}
que é uma corrente conservada, uma vez que a carga de cor é conservada, em outras palavras a quadricorrente de cor deve satisfazer a seguinte equação da continuidade: 
{\displaystyle \partial _{\nu }j^{\nu }=0\,.}

### Leituras adicionais

#### Livros
- H. Fritzsch (1982). Quarks: the stuff of matter. [S.l.]: Allen lane. ISBN 0-7139-15331
- B.R. Martin, G. Shaw (2009). Particle Physics. Col: Manchester Physics Series 3rd ed. [S.l.]: John Wiley & Sons. ISBN 978-0-470-03294-7
- S. Sarkar, H. Satz, B. Sinha (2009). The Physics of the Quark-Gluon Plasma: Introductory Lectures. [S.l.]: Springer. ISBN 3642022855
- J. Thanh Van Tran (editor) (1987). Hadrons, Quarks and Gluons: Proceedings of the Hadronic Session of the Twenty-Second Rencontre de Moriond, Les Arcs-Savoie-France. [S.l.]: Atlantica Séguier Frontières. ISBN 2863320483
- R. Alkofer, H. Reinhart (1995). Chiral Quark Dynamics. [S.l.]: Springer. ISBN 3540601376
- K. Chung (2008). Hadronic Production of ψ(2S) Cross Section and Polarization. [S.l.]: ProQuest. ISBN 0549597743
- J. Collins (2011). Foundations of Perturbative QCD. [S.l.]: Cambridge University Press. ISBN 0521855330
- W.N.A. Cottingham, D.A.A. Greenwood (1998). Standard Model of Particle Physics. [S.l.]: Cambridge University Press. ISBN 0521588324

#### Papers selecionados
- J.P. Maa, Q. Wang, G.P. Zhang (2012). «QCD evolutions of twist-3 chirality-odd operators». Physics Letters B. Bibcode:2013PhLB..718.1358M. arXiv:1210.1006. doi:10.1016/j.physletb.2012.12.007
- M. D’Elia, A. Di Giacomo, E. Meggiolaro (1997). «Field strength correlators in full QCD». Physics Letters B. Bibcode:1997PhLB..408..315D. arXiv:hep-lat/9705032. doi:10.1016/S0370-2693(97)00814-9
- A. Di Giacomo, M. D’elia, H. Panagopoulos, E. Meggiolaro (1998). «Gauge Invariant Field Strength Correlators In QCD». arXiv:hep-lat/9808056
- M. Neubert (1993). «A Virial Theorem for the Kinetic Energy of a Heavy Quark inside Hadrons». Physics Letters B. Bibcode:1994PhLB..322..419N. arXiv:hep-ph/9311232. doi:10.1016/0370-2693(94)91174-6
- M. Neubert, N. Brambilla, H.G. Dosch, A. Vairo (1998). «Field strength correlators and dual effective dynamics in QCD». Physical Review D. Bibcode:1998PhRvD..58c4010B. arXiv:hep-ph/9311232. doi:10.1103/PhysRevD.58.034010
- M. Neubert (1996). «QCD sum-rule calculation of the kinetic energy and chromo-interaction of heavy quarks inside mesons» (PDF). Physics Letters B